# Edward af Norwich, 2. hertug af York
Edward af Norwich, 2. hertug af York og 1. hertug af Aumale (født 1373, død 25. oktober 1415), var et medlem af den engelske kongelige familie, som døde i slaget ved Agincourt.
Edward var søn af Edmund af Langley, 1. hertug af York og dennes første hustru Isabella 1. af Kastilien. Hans bedsteforældre på faderens side var Edward 3. af England og Filippa af Hainaut. Hans bedsteforældre på moderens side af kong Peter den Grusomme af Kastilien og Maria de Padilla.
Det antages, at Edward blev født i Norwich. Han stod sin fætter kong Richard 2. nær. Denne skabte jarldømmet Rutland for ham i 1390 og gjorde ham derefter til hertug af Aumale i 1397. Tilknytningen til Richard 2. gjorde, at han mistede kongelig gunst, efter at kong Henrik 4. overtog tronen, og Edward blev fordrevet fra sit hertugdømme. I 1400 deltog han i en konspiration mod Henrik 4., men endte med at forråde de andre implicerede til kongen. I 1402 efterfulgte han sin far som hertug af York, og han giftede sig med en enke, Philippa de Mohun, men der kom ingen børn i dette ægteskab.
Edward skrev The Master of Game, en oversættelse af den mest kendte afhandling om jagt i middelalderen, franske Livre de chasse af Gaston Phoebus, grev de Foix, og han skrev fem kapitler på egen hånd.
Edward tog del i kong Henrik 5.'s krig mod Frankrig og døde i slaget ved Agincourt, et smerteligt tab for England.
Ved hans død gik hans hertugdømme ikke øjeblikkeligt til hans nevø, Richard Plantagenet, da dennes far, Richard af Conisburgh, 3. jarl af Cambridge, var blevet holdt fast på anklagen om forræderi, men den yngre Richard fik til slut hertugdømmet.
Som hertug af Aumerle var Edward en betydelig figur i William Shakespeares skuespil Richard 2., og han er også en mindre figur i stykket Kong Henrik 4.. Selv om hans død bliver afbildet af Shakespeare og hans regissører som en heroisk handling, var det faktisk mere en ulykke. Han var ikke i stand til stå oprejst, da han faldt af hesten under slaget og døde hurtigt af kvælning under et hav af andre mænd og heste.

## Titler og våbenskjold
Som sønnesøn i den mandlige familiegren af en monark kunne Edward bære kongedømmets våbenskjold, bestående af en "label argent 3-point, per pale Castile and Leon". Ved hans fars død i 1402 arvede Edward også faderens våbenskjold.